# Akın Öztürk
 (juillet 2016).
Si vous disposez d'ouvrages ou d'articles de référence ou si vous connaissez des sites web de qualité traitant du thème abordé ici, merci de compléter l'article en donnant les références utiles à sa vérifiabilité et en les liant à la section « Notes et références ».
Akın Öztürk (prononcé [ɑ.cɯn œz.tyɾk], né le 21 février 1952 à Gümüşhane) est un militaire turc, 30e chef d'état-Major de l'armée de l'air turque de 2013 à 2015. Il est impliqué dans la tentative de coup d'État de 2016 en Turquie.

## Biographie

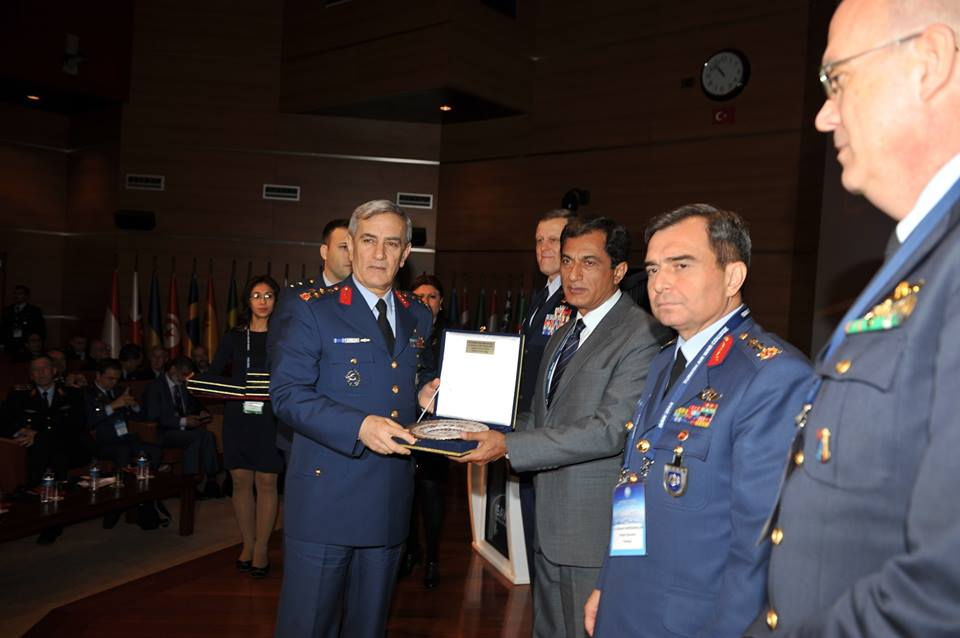
Akın Öztürk en 2014.

Akın Öztürk est diplômé de l'École de guerre en 1973 et de l'École de l'air en 1975. Il commande plusieurs escadrons de l'armée de l'air, puis est diplômé de l'école de guerre de l'armée de l'air. Il est nommé en 2009 général d'armée, commande le 2e État-Major de l'armée de l'air jusqu'en 2011 puis l'État-Major de l'instruction aérienne jusqu'en 2013.
Du 22 août 2013 au 14 août 2015, Akın Öztürk est nommé chef d'état-major de l'armée de l'air.

## Tentative de coup d'État de 2016
Le 16 juillet 2016, il est désigné par les autorités turques comme le leader de la tentative de coup d'État ayant eu lieu dans la nuit du 15 au 16 juillet. Il est alors déchu de l'ensemble de ses grades et décorations.
Le 18 juillet 2016, plusieurs médias nationaux publient un communiqué qui lui est attribué dans lequel il dément son rôle de « leader du putsch » et où il affirme « [ignorer] qui l'a planifié et réalisé ».
Le 20 juin 2019, il est condamné à la prison à perpétuité.